# Hermann Müller (Politiker, 1913)

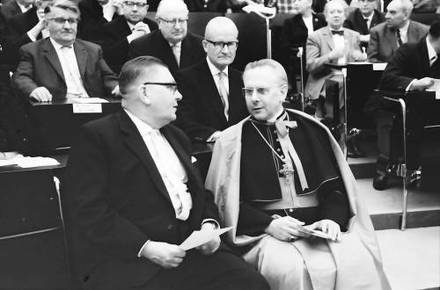
Hermann Müller (vorne links) mit dem Freiburger Erzbischof Schäufele, 1962

Hermann Müller (* 18. Juni 1913 in Jagstfeld; † 28. Dezember 1991 in Schwäbisch Hall) war ein deutscher Politiker (FDP/DVP) und Finanzminister von Baden-Württemberg.

## Ausbildung und Beruf
Hermann Müller war der Sohn eines württembergischen Verwaltungsbeamten. Er wuchs in Neckarsulm auf und erwarb 1931 in Heilbronn das Abitur.  Bis 1933 absolvierte er ein kaufmännisches Volontariat und studierte anschließend bis 1937 in Tübingen und Freiburg Rechts- und Staatswissenschaft. Als Student trat er dem Tübinger und Freiburger Wingolf bei. Am 23. Mai 1937 beantragte er die Aufnahme in die NSDAP und wurde rückwirkend zum 1. Mai desselben Jahres aufgenommen (Mitgliedsnummer 5.366.451). 1939 schloss er sein Studium mit der Promotion zum Dr. jur. ab und arbeitete als Gerichts- beziehungsweise Regierungsreferendar, wurde aber noch im selben Jahr zum Kriegsdienst eingezogen. 1948 kehrte er aus britischer Kriegsgefangenschaft zurück.

## Politische Tätigkeit
Von 1948 bis 1949 war er Amtsverweser bzw. stellvertretender Landrat im Landkreis Heilbronn, von 1949 bis 1960 dann Landrat im Landkreis Schwäbisch Hall. 1956 wurde Müller für die FDP/DVP in den Landtag von Baden-Württemberg gewählt, dessen Mitglied er bis 1972 blieb, von 1967 bis 1972 als Vizepräsident. Bis heute ist Müller innerhalb der FDP einzigartig, da es ihm dreimal gelang, in einem konservativen, ländlichen Wahlkreis das Erstmandat mit Mehrheiten von 34,4 % (1960), 41,1 % (1964) und 36 % (1968) zu gewinnen. Von 1960 bis 1966 war er baden-württembergischer Finanzminister, von 1970 bis 1979 hatte er das Amt eines Vorstands bzw. (ab 1973) Vorstandssprechers der Kreditanstalt für Wiederaufbau in Frankfurt am Main inne.
In der FDP war er von 1968 bis 1972 stellvertretender Bundesvorsitzender, von 1967 bis 1971 Landesvorsitzender und von 1968 bis 1976 Mitglied im FDP-Bundesvorstand. Von 1973 bis 1983 war er Landesschatzmeister, neun Jahre Kreisvorsitzender in Schwäbisch Hall und seit 1981 Ehrenvorsitzender des Landesverbands Baden-Württemberg.

## Auszeichnungen und Ehrungen
Hermann Müller war Träger des Großen Bundesverdienstkreuzes mit Stern (seit 1969) und Schulterband (seit 1972), der Verfassungsmedaille von Baden-Württemberg in Gold (seit 1968), der Verdienstmedaille des Landes Baden-Württemberg (seit 1978) und der Reinhold Maier-Medaille der Reinhold-Maier-Stiftung (seit 1989).

## Familie und Privates
Verheiratet war er mit Sigrid Müller, mit der er vier Kinder hatte. Seinen Ruhestand verbrachte er in Schwäbisch Hall, wo er 1991 starb.